# Mithrax verrucosus
Mithrax verrucosus är en kräftdjursart som beskrevs av H. Milne Edwards 1832. Mithrax verrucosus ingår i släktet Mithrax och familjen Mithracidae. Inga underarter finns listade i Catalogue of Life.